# SN 1996A
SN 1996A – supernowa typu II odkryta 12 stycznia 1996 roku w galaktyce A051047-0300. W momencie odkrycia miała maksymalną jasność 18,00m.